# Praia dos Arrifes
Praia dos Arrifes em 2013
A praia dos Arrifes é uma praia situada no município de Albufeira, em Portugal.
A praia é uma pequena enseada que é abrigada por arribas baixas esculpidas, onde são visíveis poços naturais, arcos e inúmeras galerias nas paredes rochosas. 
Três enormes leixões dominam a linha do horizonte. Por este motivo esta praia é designada localmente por Três Penecos. A área envolvente à praia encontra-se revestida por uma mancha de pinhal.

## Infraestruturas de apoio
̇̈Parque de estacionamento em terra batida não ordenado, acesso à praia através de escadas em madeira, restaurante, WC, vigilância na época balnear, A circulação de carros sobre o topo da arriba encontra-se fortemente condicionada, de modo a minimizar a desestabilização da arriba.